# Lingua araba giudeo-marocchina
L'arabo giudeo-marocchino è la varietà di lingua araba parlata storicamente in Marocco dalla comunità ebraica.
Il dialetto mostra una notevole reciproca intelligibilità con le altre lingue giudeo-arabe, in particolare con le varietà maghrebine.

## Storia

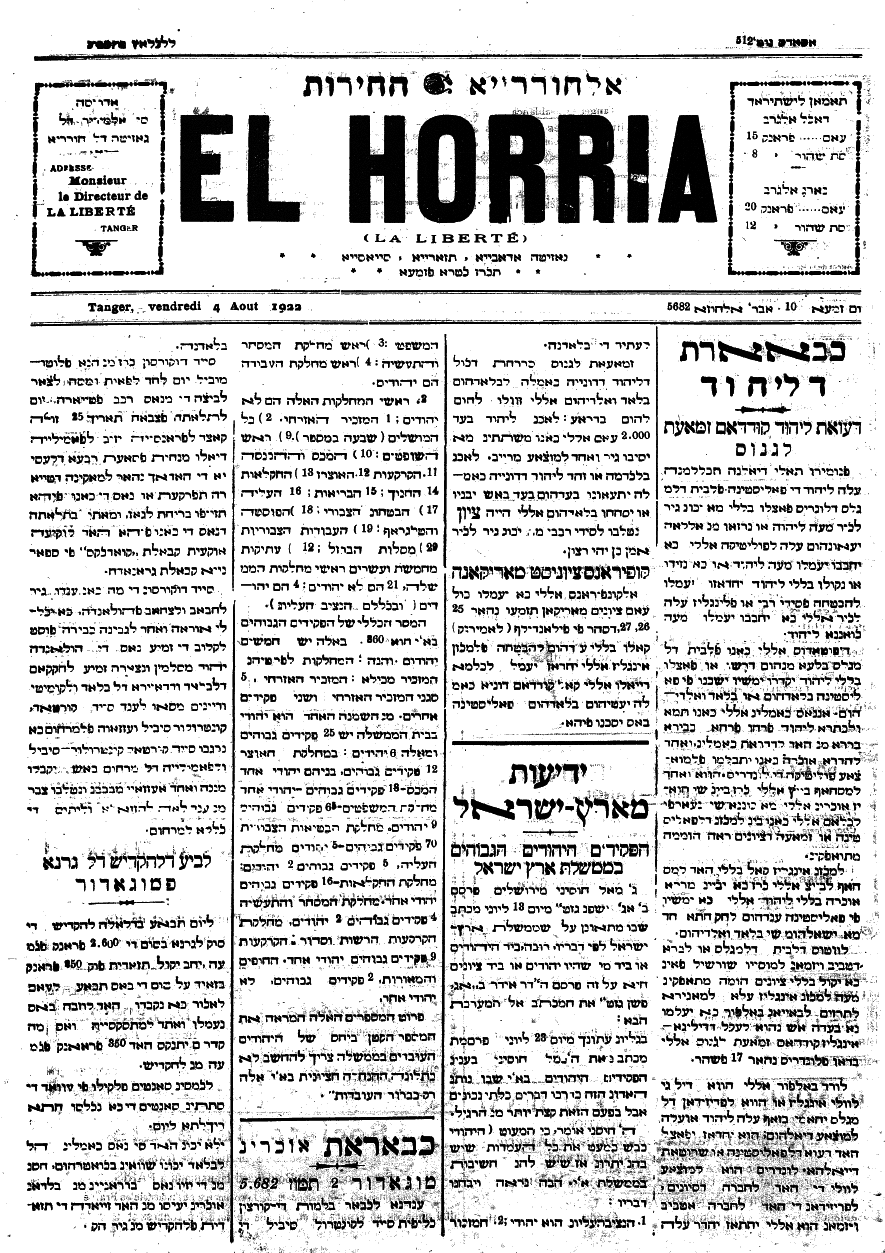
Articolo del settimanale El Horria.

Le comunità ebraiche marocchine hanno sviluppato nel corso dei secoli varianti dialettali differenti da quelle delle comunità musulmane con le quali convivevano; queste differenze variavano di regione in regione. A Oujda e ad Azemmour, dove le comunità ebraiche convivevano nelle stesse strade con i concittadini musulmani, le differenze dialettali non erano molto marcate. Diversa era la situazione nelle altre città, dove gli ebrei furono concentrati per secoli nei mellah. Gli ebrei marocchini si sono originati dall'incontro di due comunità: da una parte i toshavim, gli ebrei indigeni, e dall'altra i megorashim di origine sefardita, giunti in massa nel Maghreb soprattutto in seguito al decreto dell'Alhambra. I sefarditi si stabilirono insieme ai moriscos nelle principali città del paese, in particolare a Fès, Meknès, Rabat e nelle città del nord, superando gli ebrei indigeni nel campo della vita intellettuale e dal punto di vista sociale. La maggior parte dei sefarditi arrivati proveniva dalle regioni settentrionali della penisola iberica (da città come Toledo) anziché dalle regioni meridionali, pertanto la maggior parte di loro era di lingua giudeo-spagnola, mentre solo una minoranza era arabofona. A Fès e a Meknès, la comunità sefardita, mescolandosi con gli ebrei indigeni, adottò progressivamente dialetti arabi, abbandonando definitivamente il nativo haketia intorno al XVIII secolo. Gli ebrei di Tétouan, di Tangeri e di altre piccole città del nord hanno invece mantenuto l'uso dello haketia nel corso dei secoli, fino ai giorni nostri.
Una particolarità fondamentale dei dialetti delle comunità ebraiche sono le forti caratteristiche pre-hilaliche condivise con i dialetti urbani parlati dai musulmani.
L'uso in ambito liturgico della lingua ebraica ha esercitato anch'esso una notevole influenza nel lessico, soprattutto nell'ambito religioso.
Nel 1912, si stimavano in Marocco 77.000 ebrei monolingui arabofoni, a fronte di 8.000 ebrei berberi (dei quali la maggior parte bilingui in arabo) e di 16.000 locutori di haketia.
A partire dalla fine del XIX secolo e soprattutto in concomitanza con il periodo coloniale francese, l'Alleanza israelitica universale stabilì numerose scuole per le comunità ebraiche del paese. L'educazione impartita in lingua francese produsse una nuova classe media francofona e anche l'arabo parlato tra le classi meno abbienti risentì dell'influenza della lingua francese.
Il declino dei dialetti giudeo-marocchini cominciò a partire dagli anni 1950, in concomitanza con il drastico esodo di centinaia di migliaia di ebrei marocchini alla volta di Israele. I figli degli emigranti hanno adottato per la stragrande maggioranza la lingua ebraica.
Oggigiorno, i giovani ebrei marocchini residenti in Marocco (concentrati per lo più a Casablanca) hanno adottato in buona parte la lingua francese, mentre l'arabo parlato da loro ha visto perdere le specificità che lo contraddistinguevano.

## Esempi
Ciao: שלום עליכם, Shalom ˁaleykhem

Arrivederci: בסלמא b'shlaama / בסלמא עליך b'shlaama ˁleek

Grazie: מרסי mersi

Sì: אה, 'ēh

No: לא laa

Come stai?: אש כבארך? aas khbaark?

Bene, grazie: לא באס, מרסי laa baas, mersi

Bene / Nessun problema: לא באס laa baas